# I Kill People
I Kill People è il secondo album in studio del cantautore canadese Jon Lajoie, pubblicato il 15 novembre 2010 dalla Normal Guy Productions.
Il disco è una raccolta di tutte le canzoni pubblicate sul web dal cantautore nel periodo successivo alla pubblicazione del precedente album You Want Some of This?, con l'aggiunta di alcuni inediti.

## Tracce
1. I kill people – 4:58
2. Listening to my penis – 3:41
3. WTF collective – 4:32
4. The birthday song – 2:11
5. Michael Jackson is dead – 2:55
6. Alone in the universe – 3:59
7. I can dance – 3:26
8. Slightly irresponsible – 3:12
9. Nine to five – 2:28
10. Chatroulette song – 1:36
11. In different ways – 3:15
12. Mel Gibson's love song – 3:04
13. WTF collective 2 – 4:01
14. Radio friendly song – 3:45